# Спогади про Альгамбру (серіал)
Спогади про Альгамбру (кор. 알함브라 궁전의 추억) — південнокорейський телесеріал, що розповідає історію власника компанії відеоігор Ю Чін У, який дізнається про нову гру доповненої реальності і вирушає за нею в Гранаду (Іспанія), де потрапляє у вихор подій. Серіал показували на телеканалі tvN щосуботи та щонеділі з 1 грудня 2018 по 20 січня 2019. У головних ролях Хьон Бін, Пак Сін Хє та Пак Хун.

## Сюжет
Ю Чін У, власнику відеоігрової компанії, під час його бізнес-поїздки до Іспанії телефонує хлопець, Чон Се Чу, що хоче продати йому гру доповненої реальності. Однак, у зв'язку з тим, що хлопець тікає від переслідувачів, то він просить зустрітися в Гранаді. Ю Чін У вирушає до Гранади, де оселяється в хостелі, яким управляє Чон Хий Чу, сестра Се Чу. Там він ознайомлюється з грою доповненої реальності, що створена Се Чу, та вирішує остаточно придбати її в нього у зв'язку з продвинутими можливостями, що вона надає. Однак, Ю Чін У дізнається, що Се Чу зник з потягу, на якому він їхав до Гранади. Тому його єдиною надією залишається сестра Се Чу, на яку і зареєстровано права на відеогру. У цей час Хий Чу переживає скрутне становище у зв'язку із боргами, які вона має виплатити за хостел, тому вимушено працює на декількох роботах. Через це вона погоджується продати хостел, не знаючи, що до хостелу прив'язана відеогра: реальний хостел і місцевість навколо нього — це основна локація гри. Однак, з часом, Ю Чін У дізнається, що з грою пов'язані містичні події, що впливають і на реальний світ, тому він випадково втягує себе в цей вир подій, а також і людей, що з ним пов'язані.

## Акторський склад

### Головні ролі
- Хьон Бін як Ю Чін У[4]
- Пак Сін Хє як Чон Хий Чу/Емма[4]
  - Лі Чхе Юн як Чон Хий Чу у дитячому віці
- Пак Хун як Чха Хьон Сок[4]

### Другорядні ролі

#### Люди навколо Хий Чу
- Кім Йон Рім як О Йон Сім[4]
- Пак Чхан Йоль як Чон Се Чу[4]
- Лі Ре як Чон Мін Чу[4]
- Лі Хак Чу як Кім Сан Пом[4]

#### Люди навколо Хьон Сок
- Лі Сі Вон як Лі Су Чін[4]
- Кім Ий Сон як Чха Пьон Чун[4]
- Рю Абель як Лі Су Кьон[4]

#### J One Holding
- Лі Син Чун як Пак Сон Хо[4]
- Мін Чін Ун як Со Чон Хун[4]
- Чо Хьон Чхоль як Чхве Ян Чу[4]

#### Інші
- Хан По Рим як Ко Ю Ра[4]
- Лі Че Ук як Марко[4]
- Пак Чін У як Но Йон Чун
- Кім То Йон
- Чон Мін Сон як батько Хий Чу
- Чхве Ю Сон як мати Хий Чу

#### Спеціальна поява
- Пак Хе Су як А
- Пак Силь Кі як репортер розважальних новин
- Пак Чон Чін як репортер новин
- Ом Сон Соп як репортер новин

## Оригінальні звукові доріжки

### Повний альбом
| Memories of the Alhambra (Original Television Soundtrack) | Memories of the Alhambra (Original Television Soundtrack) | Memories of the Alhambra (Original Television Soundtrack) | Memories of the Alhambra (Original Television Soundtrack) |
| #                                                         | Назва                                                     | Виконавець                                                | Тривалість                                                |
| --------------------------------------------------------- | --------------------------------------------------------- | --------------------------------------------------------- | --------------------------------------------------------- |
| 1.                                                        | «Star (Little Prince)»                                    | Loco, Ю Сон Ин                                            | 3:02                                                      |
| 2.                                                        | «Daydream»                                                | Elaine                                                    | 4:07                                                      |
| 3.                                                        | «Is You»                                                  | Ailee                                                     | 4:23                                                      |
| 4.                                                        | «Memories of the Alhambra»                                | George                                                    | 3:05                                                      |
| 5.                                                        | «I'm Here»                                                | Ян Та Іль                                                 | 3:49                                                      |
| 6.                                                        | «Perhaps Love»                                            | Едді Кім                                                  | 3:42                                                      |
| 7.                                                        | «I'm Here (Guitar Solo Ver.)»                             | Чон Че Пхіль                                              | 3:49                                                      |
| 8.                                                        | «Inevitable duel»                                         | Чон Се Рін                                                | 3:07                                                      |
| 9.                                                        | «The beginning of magic»                                  | Чон Се Рін                                                | 4:26                                                      |
| 10.                                                       | «Delusion and truth»                                      | Чу Ін Ро                                                  | 2:59                                                      |
| 11.                                                       | «New enemies detected»                                    | Кім Хьон До                                               | 2:20                                                      |
| 12.                                                       | «Death in Granada»                                        | Лі Ру Рі                                                  | 2:14                                                      |
| 13.                                                       | «Unreal reality»                                          | Лі Ру Рі                                                  | 2:31                                                      |
| 14.                                                       | «The world of mystery»                                    | Но Ю Рім                                                  | 2:52                                                      |
| 15.                                                       | «Connection error»                                        | Лі Ру Рі                                                  | 2:22                                                      |
| 16.                                                       | «Accidental encounter»                                    | Лі Юн Джі                                                 | 3:31                                                      |
| 17.                                                       | «A magical reality drawn in front of eyes»                | Лі Юн Джі                                                 | 2:09                                                      |
| 18.                                                       | «Hostel Bonita»                                           | Лі Ру Рі                                                  | 2:14                                                      |
| 19.                                                       | «Embarrassing incident»                                   | Лі Юн Джі                                                 | 1:37                                                      |
| 20.                                                       | «Victory achieved»                                        | Кім Хьон До                                               | 2:32                                                      |
| 21.                                                       | «Play Harder»                                             | Ку Пон Чхун                                               | 2:56                                                      |
| 22.                                                       | «Three-dimensional space»                                 | Кім Хьон До                                               | 2:20                                                      |
| 23.                                                       | «Beyond limits game»                                      | Чон Се Рін                                                | 2:54                                                      |
| 24.                                                       | «Alliance made»                                           | Чон Се Рін                                                | 3:03                                                      |
| 25.                                                       | «Items he left»                                           | Чон Се Рін                                                | 3:15                                                      |
| 26.                                                       | «Stories started in Granada»                              | Со Є Рін                                                  | 2:59                                                      |
| 27.                                                       | «Hola!»                                                   | Лі Ру Рі                                                  | 2:30                                                      |
| 28.                                                       | «Bad day»                                                 | Лі Юн Джі                                                 | 2:38                                                      |
| 29.                                                       | «You're kidding...?»                                      | Но Ю Рім                                                  | 2:05                                                      |
| 30.                                                       | «The master of mind game»                                 | Сін Ю Джін                                                | 1:28                                                      |
| 31.                                                       | «Complex mind»                                            | Кім Хьон Джу                                              | 2:27                                                      |
| 32.                                                       | «Anxious time»                                            | Лі Юн Джі                                                 | 2:39                                                      |
| 33.                                                       | «Lost Seju»                                               | Лі Юн Джі                                                 | 3:42                                                      |
| 34.                                                       | «Dangerous quest»                                         | Чу Ін Ро                                                  | 2:32                                                      |
| 35.                                                       | «Virtual or Reality»                                      | Кім Хьон До                                               | 2:54                                                      |
| 36.                                                       | «Inner conflict»                                          | Но Ю Рім                                                  | 2:09                                                      |
| 37.                                                       | «Jinwoo's Fear»                                           | Сін Ю Джін                                                | 2:56                                                      |
| 38.                                                       | «Endless hallucinations»                                  | Но Ю Рім                                                  | 2:28                                                      |
| 39.                                                       | «New user»                                                | Но Ю Рім                                                  | 2:28                                                      |
| 40.                                                       | «Save me, Boss»                                           | Кім Хьон До                                               | 2:36                                                      |
| 41.                                                       | «Mysterious whereabouts»                                  | Со Є Рін                                                  | 3:33                                                      |
| 42.                                                       | «Спогади про Альгамбру (композитор Франсіско Тарреґа)»    | Чан Те Гон                                                | 4:23                                                      |

### Альбом частинами
| Memories of the Alhambra (Original Television Soundtrack), Pt. 1 | Memories of the Alhambra (Original Television Soundtrack), Pt. 1 | Memories of the Alhambra (Original Television Soundtrack), Pt. 1 | Memories of the Alhambra (Original Television Soundtrack), Pt. 1 |
| #                                                                | Назва                                                            | Виконавець                                                       | Тривалість                                                       |
| ---------------------------------------------------------------- | ---------------------------------------------------------------- | ---------------------------------------------------------------- | ---------------------------------------------------------------- |
| 1.                                                               | «Star (Little Prince)»                                           | Loco, Ю Сон Ин                                                   | 3:02                                                             |
| 2.                                                               | «Star (Little Prince) (Instrumental)»                            | Loco, Ю Сон Ин                                                   | 3:02                                                             |

| Memories of the Alhambra (Original Television Soundtrack), Pt. 2 | Memories of the Alhambra (Original Television Soundtrack), Pt. 2 | Memories of the Alhambra (Original Television Soundtrack), Pt. 2 | Memories of the Alhambra (Original Television Soundtrack), Pt. 2 |
| #                                                                | Назва                                                            | Виконавець                                                       | Тривалість                                                       |
| ---------------------------------------------------------------- | ---------------------------------------------------------------- | ---------------------------------------------------------------- | ---------------------------------------------------------------- |
| 1.                                                               | «Daydream»                                                       | Elaine                                                           | 4:07                                                             |
| 2.                                                               | «Daydream (Instrumental)»                                        | Elaine                                                           | 4:07                                                             |

| Memories of the Alhambra (Original Television Soundtrack), Pt. 3 | Memories of the Alhambra (Original Television Soundtrack), Pt. 3 | Memories of the Alhambra (Original Television Soundtrack), Pt. 3 | Memories of the Alhambra (Original Television Soundtrack), Pt. 3 |
| #                                                                | Назва                                                            | Виконавець                                                       | Тривалість                                                       |
| ---------------------------------------------------------------- | ---------------------------------------------------------------- | ---------------------------------------------------------------- | ---------------------------------------------------------------- |
| 1.                                                               | «Is You»                                                         | Ailee                                                            | 4:23                                                             |
| 2.                                                               | «Is You (Instrumental)»                                          | Ailee                                                            | 4:23                                                             |

| Memories of the Alhambra (Original Television Soundtrack), Pt. 4 | Memories of the Alhambra (Original Television Soundtrack), Pt. 4 | Memories of the Alhambra (Original Television Soundtrack), Pt. 4 | Memories of the Alhambra (Original Television Soundtrack), Pt. 4 |
| #                                                                | Назва                                                            | Виконавець                                                       | Тривалість                                                       |
| ---------------------------------------------------------------- | ---------------------------------------------------------------- | ---------------------------------------------------------------- | ---------------------------------------------------------------- |
| 1.                                                               | «Memories of the Alhambra»                                       | George                                                           | 3:05                                                             |
| 2.                                                               | «Memories of the Alhambra (Instrumental)»                        | George                                                           | 3:05                                                             |

| Memories of the Alhambra (Original Television Soundtrack), Pt. 5 | Memories of the Alhambra (Original Television Soundtrack), Pt. 5 | Memories of the Alhambra (Original Television Soundtrack), Pt. 5 | Memories of the Alhambra (Original Television Soundtrack), Pt. 5 |
| #                                                                | Назва                                                            | Виконавець                                                       | Тривалість                                                       |
| ---------------------------------------------------------------- | ---------------------------------------------------------------- | ---------------------------------------------------------------- | ---------------------------------------------------------------- |
| 1.                                                               | «I'm Here»                                                       | Ян Та Іль                                                        | 3:49                                                             |
| 2.                                                               | «I'm Here (Instrumental)»                                        | Ян Та Іль                                                        | 3:49                                                             |

| Memories of the Alhambra (Original Television Soundtrack), Pt. 6 | Memories of the Alhambra (Original Television Soundtrack), Pt. 6 | Memories of the Alhambra (Original Television Soundtrack), Pt. 6 | Memories of the Alhambra (Original Television Soundtrack), Pt. 6 |
| #                                                                | Назва                                                            | Виконавець                                                       | Тривалість                                                       |
| ---------------------------------------------------------------- | ---------------------------------------------------------------- | ---------------------------------------------------------------- | ---------------------------------------------------------------- |
| 1.                                                               | «Perhaps Love»                                                   | Едді Кім                                                         | 3:42                                                             |
| 2.                                                               | «Perhaps Love (Instrumental)»                                    | Едді Кім                                                         | 3:42                                                             |

## Рейтинги
Найнижчі рейтинги позначені синім кольором, а найвищі — червоним кольором.
| 1                | 1 грудня 2018    | 7,507 %  | 9,188 %  |
| 2                | 2 грудня 2018    | 7,363 %  | 9,179 %  |
| 3                | 8 грудня 2018    | 6,950 %  | 8,788 %  |
| 4                | 9 грудня 2018    | 8,154 %  | 11,180 % |
| 5                | 15 грудня 2018   | 6,829 %  | 8,351 %  |
| 6                | 16 грудня 2018   | 7,863 %  | 10,206 % |
| 7                | 22 грудня 2018   | 7,442 %  | 9,921 %  |
| 8                | 23 грудня 2018   | 8,504 %  | 11,200 % |
| 9                | 29 грудня 2018   | 7,563 %  | 9,797 %  |
| 10               | 30 грудня 2018   | 9,207 %  | 11,776 % |
| 11               | 5 січня 2019     | 9,431 %  | 12,440 % |
| 12               | 6 січня 2019     | 9,851 %  | 13,592 % |
| 13               | 12 січня 2019    | 9,316 %  | 11,841 % |
| 14               | 13 січня 2019    | 10,025 % | 12,996 % |
| 15               | 19 січня 2019    | 9,004 %  | 11,450 % |
| 16               | 20 січня 2019    | 9,933 %  | 12,383 % |
| Середній рейтинг | Середній рейтинг | 8,434 %  | 10,893 % |
| Спеціальна серія | 21 грудня 2018   | 3,341 %  | 4,319 %  |

## Нагороди та номінації
| Рік  | Нагорода                      | Категорія                                 | Отримувач                       | Результат | Примітки |
| ---- | ----------------------------- | ----------------------------------------- | ------------------------------- | --------- | -------- |
| 2019 | 55-та Премія мистецтв Пексан  | Найкращий режисер                         | Ан Кіль Хо                      | Номінація | [ 20 ]   |
| 2019 | 55-та Премія мистецтв Пексан  | Найкраща чоловіча роль                    | Хьон Бін                        | Номінація | [ 20 ]   |
| 2019 | 55-та Премія мистецтв Пексан  | Найкращий акторський дебют (чоловіки)     | Пак Хун                         | Номінація | [ 20 ]   |
| 2019 | 55-та Премія мистецтв Пексан  | Нагорода за технічні досягнення           | Пак Сон Чін (спеціальні ефекти) | Перемога  | [ 21 ]   |
| 2019 | 12-та Премія корейської драми | Нагорода за високу майстерність (акторка) | Пак Сін Хє                      | Номінація | [ 22 ]   |